# Okręg Saint-Pierre (Martynika)
Okręg Saint-Pierre (fr. Arrondissement de Saint-Pierre) – okręg na Martynice. Populacja wynosi 23 800.

## Podział administracyjny
W skład okręgu wchodzą następujące kantony:
- Carbet,
- Case-Pilote-Bellefontaine,
- Morne-Rouge,
- Prêcheur,
- Saint-Pierre.